# Pogrešan čovjek (televizijska serija)
Pogrešan čovjek (srp. Pogrešan čovek/Погрешан човек) je hrvatsko-srbijanska telenovela nastala prema ideji kreativne producentice Jelene Veljače. Seriju su proizveli hrvatska RTL Televizija i srbijanska Prva televizija, a premijerna epizoda serije emitirana je 16. rujna 2018. na RTL-u, a 17. rujna 2018. na Prvoj.
Serija se emitirala od ponedjeljka do petka u 20 sati u Hrvatskoj i Srbiji.

## Radnja
Serija prati priču samohrane majke Lee, koja mora svladati svoj najveći strah i traumu kako bi se suočila s davno zaboravljenim ocem njezine kćerke, čovjekom za kojeg vjeruje da ju je silovao prije 16 godina. On je sada jedini koji može spasiti život njezinom djetetu. Zoe je tinejdžerka, buntovnica, puna života, smrtno je bolesna i potrebna joj je transplantacija bubrega. Od trudnoće i Zoinog rađanja, njena majka Lea nikome nije rekla tko je zapravo Zoin otac. Svih ovih godina pokušavala je zaboraviti svoju najveću traumu i čovjeka koji je odgovoran za to, čovjeka koji ju je napastovao prije 16 godina. Njezina mržnja prema njemu je duboka i iskrena, nikada se nije potpuno oporavila od te noći, ali ovaj put nema izbora, on je jedini koji može donirati organ i spasiti bolesnu djevojčicu. Ali, kako život uvijek piše nepredvidljive priče, tako će i Leina potraga za ocem djeteta pokazati da svaka priča ima dvije strane.

## Glumačka postava
| Glumac/ica               | Lik                         |
| ------------------------ | --------------------------- |
| Ivana Roščić             | Lea Kalember                |
| Emir Ćatović             | Lazar Crnković              |
| Bojana Stefanović        | Dijana Crnković             |
| Petar Benčina            | Mihajlo Crnković †          |
| Dora Dimić Rakar         | Zoe Kalember                |
| Roko Sikavica            | Ven Majdak                  |
| Bruna Bebić              | Biserka "Biba" Kalember     |
| Nikola Ivošević          | Pero Kalember               |
| Dara Džokić              | Milena Crnković             |
| Marko Nikolić †          | Lazar Crnković sr. †        |
| Bojana Gregorić Vejzović | Katarina Majdak             |
| Dražen Čuček             | Zlatko Majdak               |
| Branislav Lečić          | Dimitrije "Mitar" Crnković  |
| Gorica Popović           | Nevenka                     |
| Igor Kovač               | Dr. David Mišetić           |
| Anja Matković            | Marina Pavlić               |
| Mladena Gavran           | Greta                       |
| Predrag Bjelac           | Momir "Moma" Petrović       |
| Tamara Aleksić           | Nastasja Rahmanov           |
| Pavle Mensur             | Sava Petrović               |
| Tara Thaller             | mlada Lea Kalember          |
| Milica Jovanović         | Sara Crnković               |
| Ornela Vištica           | Dr. Aleksandra Vidović      |
| Zijad Gračić             | Zdenko Lukić                |
| Ankica Dobrić            | Marjeta Afrić               |
| Tvrtko Jurić             | Teodor "Teo" Afrić          |
| Ammar Mešić              | Branimir "Brane" Petrović † |
| Areta Ćurković           | sestra Darinka              |
| Zoran Šprajc             | inspektor Tomas             |
| Saša Joksimović          | Vukoje                      |
| Jelena Ćuruvija          | Dr. Tadić                   |

## Emitiranje
| Zemlja              | TV kanal       | Početak emitiranja          | Kraj emitiranja    |
| ------------------- | -------------- | --------------------------- | ------------------ |
| Hrvatska            | RTL Televizija | 16. rujna 2018. u 21:00h    | 19. srpnja 2019.   |
| Hrvatska            | RTL Passion    | 31. prosinca 2018.          | 22. srpnja 2019.   |
| Hrvatska            | RTL Adria      | 24. veljače 2020.           | 26. lipnja 2020.   |
| Srbija              | Prva           | 17. rujna 2018. u 20:00h    | 7. lipnja 2019.    |
| Srbija              | B92            | 19. travnja 2021.           | 1. listopada 2021. |
| Srbija              | Prva World     | 6. prosinca 2021.           | 2. lipnja 2022.    |
| Crna Gora           | Prva CG        | 17. rujna 2018. u 20:00h    | 7. lipnja 2019.    |
| Bosna i Hercegovina | FTV            | 8. listopada 2018. u 18:15h | 20. srpnja 2019.   |
| Bosna i Hercegovina | RTV BN         | 1. listopada 2018. u 18:25h | 29. srpnja 2019.   |
| Bosna i Hercegovina | RTV BN 2       | 19. srpnja 2019.            | 7. veljače 2020.   |

## Zanimljivosti
- Serija se snimala u dva studija na površini od 3000 četvornih metara, što je ujedno i najveći studio na kojem je snimana neka RTL-ova serija. Za scenografiju je bio zadužen proslavljeni scenograf Goran Joksimović koji je radio i raskošnu pozornicu Eurosonga 2008. u Beogradu.[1]
- Ovo je druga serija nastala u suradnji hrvatskog RTL-a i srbijanske Prve TV. Prva serija na kojoj su surađivali RTL i Prva TV (tadašnja FOX Televizija) je bila serija "Ne daj se, Nina".
- Snimanje se, osim u Beogradu i u Zagrebu, odvijalo i na Murteru, otoku u šibenskom arhipelagu.
- Završavanje snimanja bilo je predviđeno za 1. travnja 2019. godine.
- U Hrvatskoj je prvu i drugu epizodu serije gledalo oko 200-250 tisuća ljudi, dok je u Srbiji prvu epizodu gledalo 1.018.000 ljudi.
- Hrvatska je u početku išla jednu epizodu unaprijed, međutim, zbog izvanrednih vijesti u vezi Ivice Todorića 7. studenog, epizode su premijerno emitirane i u Srbiji i u Hrvatskoj istim radnim danima sve do 16. studenog 2018. godine kada se naredne epizode premijerno emitiraju u Srbiji jer se od tada serija u Hrvatskoj više ne emitira svakog radnog dana.
- U seriji je poznati srbijanski glumac Marko Nikolić odigrao svoju posljednju televizijsku ulogu. Također tijekom snimanja serije se morao povući zbog bolesti s kojom se već duže vrijeme borio. Njegov lik Lazar st. Crnković je također preminuo u seriji.

## Vanjske poveznice
- Pogrešan čovjek u internetskoj bazi filmova IMDb-a
- Službena stranica serije na RTL.hr  Arhivirana inačica izvorne stranice od 20. rujna 2018. (Wayback Machine)
- Službena stranica serije na Prva.rs  Arhivirana inačica izvorne stranice od 26. rujna 2018. (Wayback Machine) (srp.)